# Dodro (parroquia)
Dodro(llamada oficialmente Santa María de Dodro) es una parroquia española del municipio de Dodro, en la provincia de La Coruña, Galicia.

## Entidades de población
Entidades de población que forman parte de la parroquia:
- A Iglesia[4] (A Igrexa de Dodro)
- Cancela Abrea (A Cancela Abrea)
- Dodriño
- Lestrove (Lestrobe)
- Revixós
- Susavila
- Vigo

## Demografía
| Gráfica de evolución demográfica de Dodro entre 2000 y 2019 |
|                                                             |
| Datos según el nomenclátor publicado por el INE.            |